# Историјат анестезије у Србији
Историјат анестезије у Србији је хронолошки приказ развоја једне медицинске дисциплине на простору данашње Републике Србије, без које је уназад више векова било немогуће изазвати стање намерно изаване привремене неостељивости. У многим записима постоје приче о изазивању безболности код људи који "болују од бола". Дуго је познато да постоје биљни сокови који, убризгани у крв, могу привремено да га паралишу, па су таква средства често и на простору Србије коришћена у борби примитивних племена. Вековима је познато да семе неких биљака може увести човека у сан, или код њега изазвати халуцинације, и зато постоји и у Србији израз у народу, када неко изговара глупости да се најео буника.

## Почетак примене анестезије у Срба
Почетак праве историје анестезије, на простору данашње Србије везан је за пионирски рад др Војислава Суботића, који је 1889. године у Општедржавној болници, тада у саставу Аустроугарске, увео општу анестезију која се тада изводила етром. О томе сведоче документи из Земуна, који су откривени у једном од музеја. У нађеним документи наведено је да је у Земунској градској болници прва анестезија изведена 1888. највероватније у време када је у њој је од 1884. године радио Др Суботић, оснивач српске хирургије и Медицинског факултета.
 

На основу Извештаја поглаварства града Земуна за управну годину 1888-у, на стр. 90 о раду јавне болнице наводи се да је 
"већих операција изведено у току читаве године 130, од којих 14 амбулантно. У наркози је изведено 83 операције....
 Први писани протокол „Наркозе" потиче из 1898. године, и то је једна од првих евиденција која је вођена одвојено од оперативног протокола. У њему је заведоно, 1898. године 72 наркозе – вођене са хлороформом.
Податак о датој првој лумбалној анестезији са тропокаином, потиче из 1901. године, а податак о датом првом морфину из 1904. године. Како је Земунска болница спадала у ред најстаријих болница на Балкану, условно се може закључити да су ово, можда, подаци и за прву анестезију на овом делу Балкана .

## Почетак анестезије у Србији
Све до 1945. године у Србији, односно Југославији није било квалификованог лекарског персонала за извођење анестезије. Локална анестезија и аналгезија биле су дуго времена на тлу Србије најзаступљеније метода, а у ратним условим у првој половини 20. века готово једине, технике анестезије. 
Анестезију су изводили болничари, медицинске сетре, или лекари на специјализацији хируршких грана.

### Анестезија у ратовима у првој половини 20. века
Анестезија се помиње на тлу Србије и у току Балканских ратова, Првог и Другог светског рата, када је етарска и хлоромормска анестезија спровођена над рањеницима. При томе треба имати у виду да је локална анестезија била више у примени од опште. 
У ратовима између 1912. до 1918. године у војним пољским и стационарним болницама вршене су мање или више опсежне хируршке интервенције под анестезијом. Године 1931 је др Михајло Петровић у Војно - санитетском гласнику објавио како је у српској војсци извођена анестезија у ратним условима. У том чланку он описује извођење анестезије етром и циклопропаном, помоћу Бојлове машине и вапоризатора.

### Анестезија у Србији и Краљевини Југославији
Због бројних повреда лица задобијених у Првом светском рату у Србији се појавила потреба за развојем пластичне хирургије лица, која је захтевала ендотрахеалну општу анестезију. Први лекари специјалисти из анестезије на простору Србије били су лекари из британско-америчких болница. 
Због указане потребе збрињавања ратних последица рата, али и савременог начина лечења било је све више покушаја код амбициозних доктора, у Југославији да се баве анестезијском науком. Тако је у Војно-Санитетском Гласнику из 1931. године објављен текст генерал, професор др. M. Петровића који је писао — О анестезијском" искуству из ратова у периоду 1912—1918. у коме је на врло интересантан начин описао методе и технику извођења анестезије у ратним условима. Потом је 1938. године санитетски мајор др Недељко Ђукић у истом гласнику описао технику анестезије са циклопропаном.
У периоду oд 1930-1950 широм света развијају се технике анестезиологије и анестезиолошког прибор који је прилагођен различитим категоријама пацијентима, укључујући и децу. У то време почетала је и примена ултра кратки барбитурат (тиопентон) код деце којаје задржала своју вредност у анестезији до данас.
У том периоду анестезија се звала наркоза и претежно се изводила са етилхлорид-хлороформом, ређе само са етром или етилхлоридом, а изводили су је за то обучени медицински радници (болничари и медицинске сестре), о којима се данас јако мало зна. Тридесети година 20. века доктори почињу да се појављују као наркотизери (др Ђоковић, др Мајић и др Гајић), а почиње и примена интравенска анестезија код деце.
У овом историјском раздобљу нису постојала одељење интензивне неге, тако да су буђења пацијената после операције и наркозе била погоршана и праћена многим компликацијама. Етар и хлороформ је примењиван уз употребу Омберденове и/или Шимбелдушове маске, а проперативна припрема пацијената није вршена.

## Анестезија на простору Југославије у Другом светском рату
За време НОБ у периоду од 1941-1944. године у војном санитету није било анестезиолога, постајала је оскудица и у средствима за извођење анестезије, тако да је у том периоду велики број оперативних захвата вршен без икакве анестезије (по неким подацима он износи до 93,3%).
Поједини хирузи били су обучени за давање локалне инфилтрационе анстезије, али само онда када је било локалних анестетика, заробљених од непријатеља.
У Санаторијум „др Ђуре Станковић” у Београду, током окупације, све до припајања овог санаторијума 1944. године Војсци Југославије, као анестетичар радио је лекар Слободан Ђорђевић, који је од 1941. године примењивао анестезију пацијента, које су у овом санаторијуму оперисали у то време  најпознатији Београдски хирурзи, ортопеди и гинеколози, као и гостујући хирурзи. Радио је са Омбредановом и Шимелбушовом маском, користећи хлороформ и етер „кап по кап”. Он је анестзију научио на Хируршкој клиници проф. Др Миливој Костић, од лекара који су тамо примењивали анестезију током операције.

## Развој савремене анестезије у Србији и СФР Југославији
Корени модерне анестезиологије као засебне медицинске дисциплине у Србији и ондашњој Југославији датирају из 1945. године, када је на Другом хируршком одељењу Главна војна болница у Београду, гостовао тим анестезиолога из Велике Британије, на челу са анестезиологом др Патрик Шеклтоном, и извршио прву општу ендотрахеалну анестезију на територији тадашње Југославије. Др Шеклтон је послат са групом лекара у Југославију од стране сер Харолда Гилса(један од првих сарадника сер Винстона Черчила) због постојања бројних деформитета становништва после ратних разарања. До тада није било квалификованог лекарског персонала за извођење анестезије јер су је обављали болничари, медицинске сестре или специјализанти хируршких грана. Тако је др Шеклтон био први анестезиолог који је дошао у Београд и остао наредних годину дана током којих је организационо, административно и у погледу опреме средио одељење анестезије БТО-а и ударио темеље за специјализацију из анестезије.
После одласка доктора Патрика Шеклтонa, његову мисију наставили су 1946. године др П. Шервуд и др Дејвис Русел. Они су поред редовног анестезиолошког посла, обучавали и наше лекаре будуће анестезиологе др С. Ковачева, др И. Јозића, Др Б. Цветковића, др В. Крагуљца и др Е. Гинсберг. Захваљујући њима у ондашњој Југославији и Србији 1947. године анестезиологија је постала самостална специјалистичка медицинска грана, у Главној Војној болници у Београду. 
Најважније име међу младим лекарима које су обучаваали енглески лекари било је име Северина Ковачева, који се рано определио за анестезиологију и постао први квалификовани лекар из те области на простору Србије. Наиме др Ковачев је остао уз оба страна анестезиолога и све време док су они били у Београду, од њих стицао знање из анестезиологије. По њиховом одласку наставио је лично усавешавање и преузео одговорност за обуку младих кадрова у области анестезиологије. Због великог доприноса Ковачева у развоју анестезије, Секција за анестезиологију Српског лекарског друштва њему у част данас додељује медељау са његовим именом за доприносе у области анестезије. 
Након неколико година од завршетка Другог светског рата у Главној војној болници у Београду основано је и прво Одељење за анестезију и реанимацију у саставу Клинике за хирургију. Ово одељење је, након што је 1981, Војномедицинска академија прешло у садашњу зграду на Бањици, постало самостална Клиника за анестезију и интензивну терапију ВМА.

### Развој анестзиологије у Србији као посебне специјалности
Анестезиологија је на тлу Србије призната као посебна медицинска специјалност од 1948. године након објављивања уредбе у Службеном листу ФНРЈ. Двадесет првог септембра 1963. године Службени лист СР Србије бр. 39 објавио је Правилник о оснивању установа и о условима које они морају испунити да би могли да обављају специјалистичку праксу у одређеним гранама медицине, у којој се под тачком 18 наведена анестезиологија. Касније је одређено да специјалистички стаж траје три године, а 1960. године објављен је и први Пограм специјализације и специјалистичког испита из анестезиологије.
Анестезиологија је све до касних осамдесетих година 20. века била под управом Министарства здравља СР Србије. У надлежност Медицинског факултета у Београду прешла је 1977. године, када је основана Катедра анестезиологије са реаниматологијом, у оквиру које се по први пут у Србији организују магистарске студије. Оснивач Катедре и дуго година на њеном челу био је проф. др Предраг Лалевић.
Допринос проф. др Предраг Лалевића
Проф. др Предраг Лалевић се сматра четвртим из групе утемељивача српске анестезиологије (поред Шеклтона, Дејвиса и Ковачева). Положио је специјалистички испит 1955. године. Усавршавао се у Копенхагену и Мејо клиници у Њујорку. Читав свој радни век је провео као начелник одељења анестезије у болници „др Драгиша Мишовић”. 
Његов допринос анестезиологији је изузетан јер се бавио едукацијом па је увео семинаре који су се одржавали једанпут недељно и трајали све до 2004.године. Ти семинари су представљали претечу двосеместралне наставе која је касније уведена као обавезна за све медицинске специјалности. 
Такође, проф. др Лалевић је аутор универзитетских уџбеника од којих се четири сматрају капиталним за специјализацију анестезиологије у Србији.
Допринос др Бранка Митровић развоју дечије анестазиологија
Након положеног специјаистичког испита из анестезиологије, 1955. године, на Клинику за дечију хирургију долшла је др Бранка Митровић, која је уз проф. др Предрага Лалевића била први школовани анестезиолог. Она се сматра оснивачем засебне службе за анестезију и реанимацију, уз стручну помоћ мајора др Севера Ковачева и др Винка Ребершека. 
Након усавршавања у Данској и Шведској, увела је у Србији читав низ модерних метода и средстава у анестезију, као и рутинску примену ендотрахеалне анестезије чиме је не само проширила обим хируршког рада, већ је тај рад учинила безбеднијим. Међу првима је објављивала стручнои чланак о анестезији деце.  
Са Клинике за дечију хирургију др Бранка Митровић  је отишла 1962. године како би основала анестезиолошку службу на новоотвореном Институту за здравствену заштиту мајке и детета на Новом Београду.
Катедра анестезиологије са реаниматологијом
Катедра за организацију специјалистичких студија формирана је 1979. године. Данас се Катедра анестезиологије са реаниматологијом налази у склопу Катедре хирургије у оквиру основне (додипломске) наставе, док је за последипломску наставу ова катедра издвојена. Новим Статутом Медицинског факултета назив предмета Хирургија промењен је у Хирургија са анестезиологијом. Чланови наставне базе Анестезиологије обављају основну наставу из предмета:
- Хирургија са анестезиологијом,
- Прва помоћ
- Основе клиничке праксе I и II.

Поред тога, наставници и сарадници ове базе обављају респектабилну последипломску наставу (специјализације, субспецијализације, магистеријуми, докторати) у више дисциплина.